# Deutsche Grenzpolizei

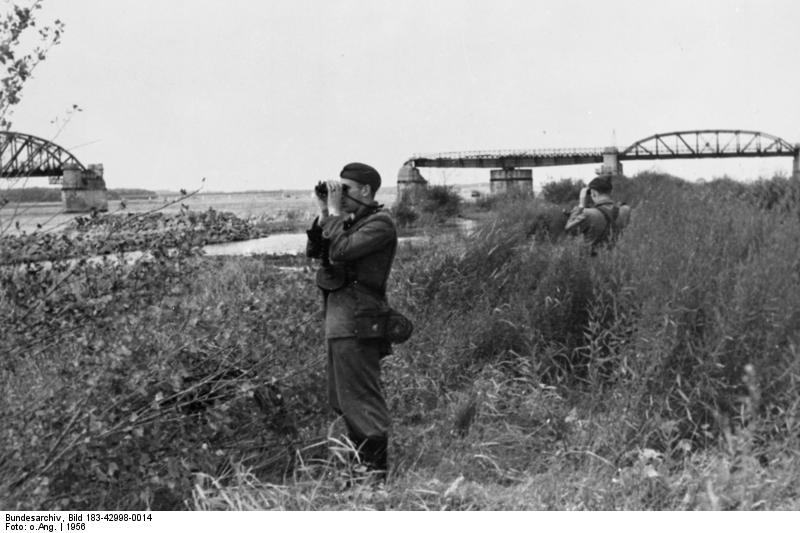
Tropas de la Grenzpolizei vigilando el río Elba, en 1952.

La Deutsche Grenzpolizei (traducible en español como "Policía fronteriza alemana"), abreviada DGP, fue una formación militar organizada por el Ministerio del Interior de la República Democrática Alemana, patrullando principalmente la frontera con la Alemania occidental. En 1961 fue renombrada como Grenztruppen der DDR (Tropas de Frontera de la RDA).

## Historia
Fue originalmente creada el 1 de diciembre de 1946 por la Administración Militar Soviética en Alemania.
Los primeros 3.000 reclutas fueron organizados y capacitados con recursos de la Policía Popular. Para abril de 1948, la cifra de soldados ascendía a 10.000 y en 1950 a 18.000. La Deutsche Grenzpolizei estaba armada y organizada como una fuerza de policía, y estaban subordinados a la Administración Central de la Policía Fronteriza y Unidades de Alerta de la Administración Alemana del Interior. Tras la creación de la República Democrática Alemana, el 1 de diciembre de 1955 la Grenzpolizei sustituyó a las Tropas de frontera soviéticas en la misión de asegurar la frontera con Alemania occidental.
Poco después de cerrar la frontera a Berlín Oeste y el levantamiento del "Muro de Berlín" el 13 de agosto de 1961, la DGP quedó subordinada al Ministerio de la Defensa Nacional (MfNV). Inicialmente, las tropas fronterizas quedaron dependientes del Ejército Popular Nacional (NVA). Para evitar su inclusión en negociaciones de desarme, el 15 de septiembre de 1961 la Grenzpolizei cambió su nombre a Grenztruppen der DDR (Tropas de Frontera de la RDA), en un intento de los dirigentes de la RDA para evitar que se las relacionara con el NVA.